# Бирманский заяц
Бирманский заяц (лат. Lepus peguensis) — вид млекопитающих отряда зайцеобразных.

## Распространение
Ареал: Камбоджа, Лаос, Мьянма, Таиланд, Вьетнам, в том числе на о. Кондао в 90 километрах от побережья. Найден на высотах до 1200 метров. Предпочитает открытые кустарниковые и травянистые места обитания, может встречаться в кустарниковых сообществах вдоль побережья моря (о. Кондао, Вьетнам).

## Поведение
Ведет сумеречный и ночной образ жизни. Пищей является травы, кора и ветви.
Период беременности составляет от 35 до 40 дней. Может иметь несколько пометов в год. В выводке от 1 до 7 детенышей. Оценка продолжительности жизни: около шести лет.

## Морфологические признаки
Живот белый, грудь рыжеватая. Уши длинные коричневые, верхушки ушей тёмные. Хвост двуцветный, чёрный сверху и белый снизу. Ступни рыжие. Размер тела составляет 36—50 см с весом от 2 до 2,5 кг. Хвост — 65—106 мм, высота ушной раковины — 82—90 мм.